# Обвинск
Обвинск (на руски: Обвинск) е село в източната европейска част на Русия, част от Карагайски район на Пермския край. Населението му е около 583 души (2010).
Разположено е на 172 метра надморска височина в равнината Северни Ували, на 26 километра северно от Карагай и на 100 километра северозападно от Перм. Селището е известно от 1623 година, когато се нарича Верх Язва и е сред ранните руски колонии в горния басейн на река Кама. През 1686 година в селището е създаден манастир, просъществувал с прекъсвания до наши дни.

## Известни личности
Родени в Обвинск
- Владимир Щейнгейл (1783 – 1862), общественик